# Night & Day: Big Band
Night & Day: Big Band je osemnajsti studijski album (skupno 22.) chichaške rock zasedbe Chicago, ki je izšel leta 1995. Gre za tematski projekt skupine, ki se je osredotočila na swing in glasbo big bandov.
Skupina je zapustila založbo Reprise Records in ustanovila lastno založbo, Chicago Records, ki bi ponovno distribuirala njihovo glasbo. Album je izšel pri založbi Giant Records.
Skupina je s producentom Bruceom Fairbairnom snemala album Night & Day: Big Band od koncem leta 1994 do začetka leta 1995. Čeprav je na snemanjih igral kitaro Bruce Gaitsch, je mesto kitarista kasneje v istem letu zasedel Keith Howland. Pri skladbi »Blues in the Night« je kitarski solo prispeval Joe Perry, kitarist skupine Aerosmith.
Album se je uvrstil na 90. mesto ameriške lestvice Billboard 200.

## Ozadje
Chicago so debitantski nastop na televiziji opravili februarja 1973 in sicer v oddaji, posvečeni Duku Ellingtonu, »Duke Ellington ... We Love You Madly« na CBS. V oddaji so izvedli Ellingtonovo kompozicijo »Jump for Joy«. Bili so edini rock izvajalci, ki so nastopili v oddaji. Walter Parazaider je nastop skupine v tej TV oddaji in Ellingtonov odziv na njihov nastop označil kot pomembna faktorja, da so se odločili za snemanje tega albuma.

## Seznam skladb
| Št. | Naslov                          | Pisec                                  | Vokal                                | Dolžina |
| --- | ------------------------------- | -------------------------------------- | ------------------------------------ | ------- |
| 1.  | „Chicago‟                       | Fred Fisher                            | Robert Lamm                          | 3:06    |
| 2.  | „Caravan‟                       | Duke Ellington/Irving Mills/Juan Tizol | Lamm                                 | 3:23    |
| 3.  | „Dream a Little Dream of Me‟    | Fabian André/Gus Kahn/Wilbur Schwandt  | Jason Scheff/Jade                    | 3:12    |
| 4.  | „Goody Goody‟                   | Matty Malneck/Johnny Mercer            | Bill Champlin                        | 4:05    |
| 5.  | „Moonlight Serenade‟            | Glenn Miller/Mitchell Parish           | Lamm in Scheff                       | 4:26    |
| 6.  | „Night and Day‟                 | Cole Porter                            | Scheff                               | 5:36    |
| 7.  | „Blues in the Night‟            | Harold Arlen/Mercer                    | Champlin                             | 6:05    |
| 8.  | „Sing, Sing, Sing‟              | Louis Prima                            | Lamm, Champlin in Scheff/Gipsy Kings | 3:21    |
| 9.  | „Sophisticated Lady‟            | Ellington/Mills/Parish                 | Scheff                               | 5:11    |
| 10. | „In the Mood‟                   | Joe Garland/Andy Razaf                 | Champlin                             | 3:43    |
| 11. | „Don't Get Around Much Anymore‟ | Ellington/Bob Russell                  | Lamm in Champlin                     | 3:38    |
| 12. | „Take the "A" Train‟            | Billy Strayhorn                        | Lamm                                 | 5:36    |

| Dodatna skladba na japonski izdaji | Dodatna skladba na japonski izdaji | Dodatna skladba na japonski izdaji | Dodatna skladba na japonski izdaji |
| Št.                                | Naslov                             | Pisec                              | Dolžina                            |
| ---------------------------------- | ---------------------------------- | ---------------------------------- | ---------------------------------- |
| 13.                                | „String of Pearls‟                 | Eddie Delange/Jerry Gray           | 3:07                               |

## Osebje

### Chicago
- Bill Champlin – klaviature, kitara, vokal, vokalni aranžma, aranžma (4, 7, 10, 11)
- Bruce Gaitsch – kitara, aranžma (10)
- Tris Imboden – bobni, orglice, aranžma (10)
- Robert Lamm – klaviature, vokal, dodatni vokalni aranžma, aranžma (1, 6, 9-12)
- Lee Loughnane – trobenta, krilnica, trobilni aranžmaji (7, 8, 10), aranžma (8), vokalni aranžma (8)
- James Pankow – trombon, trobilni aranžma (1-6, 9-12), aranžma (2, 3, 5, 10)
- Walter Parazaider – pihala, aranžma (10)
- Jason Scheff – bas kitara, vokal, dodatni vokalni aranžma, aranžma (9, 10)

### Dodatni glasbeniki
- Luis Conte – tolkala
- Jack Duncan – tolkala (6)
- Sal Ferreras – tolkala (6)
- The Gipsy Kings (Nicolas Reyes & Patchai Reyes) – vokal, rumba flamenco kitare in vokalni aranžma (8)
- Jade – vokal (3)
- Joe Perry – kitarski solo (7)
- Paul Shaffer – klavir (3)
- Bruce Fairbairn – solo trobenta (1)
- Tonino Baliardo – solo kitara (8)
- Peter Wolf – aranžma (10)
- Shelly Berg – orkestracija, big band aranžmaji
- Bill Watrous – big band aranžmaji

### Produkcija
- Bruce Fairbairn – producent
- The Gipsy Kings – koproducenti (8)
- Gerard Prevost – koproducent
- John Kalodner – A&R
- Erwin Musper – tonski mojster in miks
- Mike Plotnikoff – tonski mojster
- Delwyn Brooks – asistent
- Robbes Stieglitz – asistent
- Bernie Grundman – mastering
- Larry Vigon – umetniški direktor, oblikovanje
- Brian Jackson – oblikovanje
- Hugh Kretschmer – fotografija na naslovnici
- Guy Webster – notranja fotografija

## Lestvice
| Lestvica (1995) | Najvišja uvrstitev |
| --------------- | ------------------ |
| Billboard 200   | 90                 |